# Station Rastede
Station Rastede (Bahnhof Rastede) is een spoorwegstation in de Duitse plaats Rastede, in de deelstaat Nedersaksen. Het station ligt aan de spoorlijn Oldenburg - Wilhelmshaven. Het station telt drie perronsporen, waarvan twee aan een eilandperron. Op het station stoppen alleen treinen van de NordWestBahn.

## Treinverbindingen
De volgende treinseries doen station Rastede aan:
| Serie | Treinsoort                      | Route                                                                                       | Bijzonderheden         |
| ----- | ------------------------------- | ------------------------------------------------------------------------------------------- | ---------------------- |
| RE 18 | Regional-Express (NordWestBahn) | Wilhelmshaven Hbf – Rastede – Oldenburg (Oldb) Hbf – Cloppenburg – Bramsche – Osnabrück Hbf |                        |
| RE 19 | Regional-Express (NordWestBahn) | Wilhelmshaven Hbf – Rastede – Oldenburg (Oldb) Hbf – Hude – Delmenhorst – Bremen Hbf        | Enkele treinen per dag |